# فرغانه
فَرغانه (به ازبکی: Farg‘ona viloyati؛ به روسی: Ферганский вилоят، به تاجیکی : вилояти Фарғона) شهری است در کشور ازبکستان با جمعیت ۲۱۴٬۰۰۰ نفر. این شهر مرکز استان فرغانه در خاور ازبکستان است و در گوشهٔ جنوبی درهٔ فرغانه قرار گرفته‌است. فَرغانه ۴۲۰ کیلومتر با تاشکند، پایتخت کشور، فاصله دارد.      
کانال فَرغانه، از بزرگ‌ترین طرح‌های اقتصادی و اجتماعی اتحاد شوروی در آسیای میانه بود که در دهه ۱۹۳۰ میلادی با کمک اهالی محل در ۴۵ روز ساخته شد. کانالی که دشت‌های اطراف در تاجیکستان و ازبکستان را آبیاری و آنها را به آبادی‌های شکوفا تبدیل کرد. اما از زمان استقلال این دو جمهوری به بعد، با بدتر شدن روابط بین آنها و عدم همکاری دو کشور، این کانال نیز با کم‌آبی و موانع دیگری روبه‌رو شده‌است تا جایی که دولت ازبکستان اقدام به مین‌گذاری در امتداد مناطق مرزی این کانال کرده‌است.

## نام
این شهر در سال ۱۸۷۶با نام «مرغیلان نو» در مسافه ۱۲ کیلومتری از شهر مرغیلان، تأسیس شده و در سال ۱۹۲۴ نام این شهر از روی وادی فَرغانه، شهر فرغانه گذاشته شد.
در مورد ریشه واژه فرغانه نظرات مختلفی وجود دارد. محققین بر این باورند که کلمه «فرغانه» در ۱۳ قرن پیش به خط سغدی به صورت «پارگانا»، «پراگانا» و در هندو-سانسکریت «منطقه کوچک» نوشته شده است. در فارسی به معنی «دره میان کوه» و «دره بسته» است. 

## جغرافی
قسمت شمالی منطقه فرغانه توسط دشتهای کاراکالپاک و یازیوان و از سمت جنوب توسط رشته کوه آلای احاطه شده است. منطقه فرغانه در یک منطقه لرزه خیز قرار دارد. آب و هوای معتدل قاره ای، با زمستان های معتدل و گاهی بسیار سرد است. میانگین دما در ژانویه ۳.۲- درجه سانتیگراد و در ژوئیه ۲۸+ درجه سانتیگراد است. کمترین دما ۲۷.۹- درجه سانتیگراد بود. حداکثر دما ۴۲+ درجه سانتیگراد است. وزش باد شدید در قسمت غربی دره تاثیر منفی بر اقلیم دارد. میزان بارندگی سالانه از ۱۰۰ میلی‌متر در غرب (در اطراف خوقند) تا ۱۷۰ میلی‌متر در شرق و در دامنه کوه تا ۲۷۰ میلی‌متر، عمدتاً در بهار متغیر است. سیردریا از مرز شمال غربی دره می گذرد. اسفارا، ساه، شوهیمردون، اسفایرامسوی از رشته کوه آلای سرچشمه می گیرند. عمدتاً خاک‌های علفزار- باتلاقی، مراتع شنی در قسمت شمالی دره هستند. نمک های مختلف در سرزمین های جمهوری سوسیالیستی شوروی مرکزی در فرغانه رشد می کردند. واحه های صنوبر، توت و الماس در واحه ها و جنگل های سوزنی برگ و کاج در دره های رودخانه وجود دارد. گونه های جانوری در جنگل های سیردریا توگای زندگی می کنند. ماهی هایی مانند مارینکا، هالتر، کپور، آمازونکا، در مخازن موجود است.

## تاریخ
منطقه فرغانه یکی از مراکز فرهنگ باستانی ازبکستان است.در این منطقه خانه‌های یافت شده از عصر حجر و سنگ‌، نشان می‌دهد که ابزار سنگی از زمان‌های بسیار دور مورد استفاده مردم این دره بوده است. کفتن کانال بزرگ فرغانه نقش مهمی در بررسی محوطه‌های باستانی منطقه داشته است و در حفری این کانال، آثاری از عصر مفرغ، دوران برده داری و زمین داری کشف و مورد مطالعه قرار گرفته است. منابع تاریخی قرن ده و یازده می گویند که این شهر از نظر آبادانی و وسعت بعد از اخسیکت بزرگترین شهر دره بوده است. شواهد باستان شناسی تایید می کند که شهر مرغیلان در قرن دهم روستایی بزرگ بوده و در قرن یازدهم تا دوازدهم به شکل روستایی کوچک درآمده است. آثار یافت شده در سکونت گاهای فرهنگ چست که به کشاورزی و دامداری می پردازند، برای مطالعه دره فرغانه اهمیت زیادی ایفا کرده و کاوش های باستان شناسی نشان می دهد که در منطقه فرغانه از قدیم افرادی زندگی می کردند که به شکار، کشاورزی، دامداری اشتغال داشتند و در مراحل بعدی وجود جامعه بشری شروع به توسعه فرهنگ کردند. فرغانه با طبیعت جذاب و زیبایی منحصر به فرد خود همه را مجذوب خود می کند.
تاریخچه فرغانه به دو تا سه هزاره قبل از میلاد برمی گردد. ساکنان این سرزمین از قدیم با سایر مردمان خاور دور، آسیای مرکزی و جنوبی پیوندهای فرهنگی نزدیک داشتند. به عنوان مثال می توان به «فرهنگ آندرونوو» (سه تا دو هزاره قبل از میلاد) که در منطقه فراغانه بسیار رایج است، یا طلسم «مار دو سر» که در منطقه سوه یافت می شود اشاره کرد اما اسلحه، وسایل منزل و سایر اقلام این دوره با آنچه در سایر نقاط آسیای مرکزی یافت می شود متفاوت است. با گشایش جاده بزرگ ابریشم، تأثیر فرهنگ چینی بر زندگی مردم فرغانه احساس می شود.
فرغانه در اوایل قرون وسطی به یکی از پل های ارتباطی آسیای مرکزی و چین تبدیل شد و محیط سیاسی-اجتماعی اینجا نیز تحت تأثیر این دو منطقه تغییر کرد. در زمان تیموریان صنایع دستی عامیانه مانند سایر صنایع رونق یافت. به عنوان مثال، مارگیلان در تولید ابریشم و محصولات ابریشم و ریشتان در زمینه سرامیک تخصص داشتند.

## در ادبیات
در تمام متون تاریخی، فرغانه بخشی از خراسان ذکر شده است:
… و از ایشان بود ابوبکر محمدبن موسی الواسطی باصل خراسانی بود و از فرغانه صحبت جنید کرده بود و آن نوری عالمی بزرگوار بود و بمرو نشستی و وفاة وی آنجا بود پس از سیصد و بیست . واسطی گوید خوف و رجا دو ماهار اند کی از بی ادبی باز میدارند … 
… شیخ الاسلام گفت که نام وی محمد بن موسی است المعروف بابن الفرغانی گویندکه اصل وی از خراسان بود از فرغانه از قدیمان و مهینان اصحاب جنید و نوریست …
در ادبیات فارسی بارها به فرغانه اشاره شده است.
| گفتم: ز کجایی تو؟ تسخر زد و گفت: ای جان |  | نیمیم ز ترکستان نیمیم ز فرغانه (مولوی)            |
| از خم گیسوی درازش سخن                   |  | گاه به چین گاه به فرغانه بود (میرزا حبیب خراسانی) |

خال تو که صد ملک کند یکتنه تاراج  /   با حمله او لشکر فرغانه چه سازد (صفی علیشاه)
| مرا چون نیست مأوایی نه در کوه و نه در صحرا |  | مرا چه مکه چه بطحا چه ترکستان چه فرغانه |

میرزا حبیب خراسانی:
| کاروانهای عجب با دف و ناقوس طلب |  | جرس از ساحت چین تا در فرغانه زدند |

## دوره پیش از انقلاب
این شهر در سال ۱۸۷۶ تاسیس شد. مبتکر این بنیاد، ژنرال روسی، "مهاجم ترکستان" ام دی اسکوبلف (۱۸۴۳-۱۸۸۲) بود که برای مدت طولانی در آسیای مرکزی به ویژه در منطقه فرغانه خدمت کرد.
در ۱۸ ژوئن ۱۸۸۷، شهر این پروژه را تصویب کرده و بنیانگذار و سازنده اش فرماندار ارتش دوم الکساندر کنستانتینوویچ آبراموف بود. منطقه ای که برای ساخت این شهر در نظر گرفته شده بود در ۱۰-۱۲ کیلومتری شهر باستانی مارغیلان، منطقه باریکی که روستاهای یارمازار، سُم و چِرِمغان در آن قرار داشتند، بوده است. در ابتدا، شهر با ساختمان های مدرن تزئین شده بود: جلسه افسران (۱۸۷۸-۱۸۷۹)، اداره منطقه ای، ستاد پلیس، اداره پلیس، خزانه داری، اداره پست (۱۸۷۸-۱۸۸۰)، محل سکونت فرماندار (۱۸۷۹-۱۸۹۱)، پارک شهر (باغ) (۱۸۸۶-۱۸۸۷)، مدرسه مارینسکی (۱۸۹۰)، سالن بدنسازی برای زنان، داروخانه (۱۸۹۴)، ایستگاه راه آهن (۱۸۹۸)، کلیسای الکساندر نوسکی (۱۸۹۹)، سالن بدنسازی برای مردان، (۱۹۰۳)، تئاتر مهندسی برق (بعدها - سینما "عصر نو") (۱۹۰۸)، یک بیمارستان، یک زندان، یک بازار و بسیاری از مغازه ها. 
مهم ترین وظیفه شهر: نقش دیدگاه نظامی-استراتژیک و اداری به خان سابق کوکند سپرده شد  و در ۲ مارس ۱۸۷۶، فرماندار استان نظامی، سرلشکر اسکوبلف منصوب شد.

## دوره شوروی
تا اول نوامبر ۱۹۲۴ این شهر به نام اولین فرماندار منطقه نامیده می شد و سپس به شهر فرغانه تغییر نام کرد. فرغانه به آرامی در حال رشد بوده و قبل از هر چیز، شهری به سربازان و مقامات تخصص داده شده بود. دلیل توسعه آن دور بودن از راه آهن اصلی بود. رشد چشمگیر شهر تنها در قرن بیستم و به ویژه پس از جنگ بزرگ میهنی آغاز شد. در ۱ می ۱۹۳۰ مؤسسه آموزشی فرغانه تأسیس شده، در دوره سوسیالیستی تعداد زیادی کارخانه و شرکت صنعتی در فرغانه ساخته شد.

### در دوران امروزی
فرغانه سال های متلاطم حکومت دیکتاتوری را پشت سر گذاشته و سرانجام در دوران استقلال احیای واقعی خود را یافته و وارد مرحله جدیدی از توسعه شد. به گفته اسلام کریم اف، رئیس جمهور ازبکستان، این شهر عنوان "فرغانه - گوهر آسیای مرکزی" را دریافت کرده است. منطقه فرغانه یکی از زیباترین، منحصر به فردترین و تاثیرگذارترین نقاط ازبکستان است که در سالهای استقلال در تاریخ ثبت شده و توجه زیادی به بهسازی و آبادی در منطقه می شود. در سال ۱۳۷۱ دروازه نمادین فرغانه به ارتفاع ۱۴ متر و طول ۲۶ متر ساخته شد. اکنون فرغانه دیگر یک مرکز صنعتی بزرگ نیست، که در اواخر دهه ۸۰ قرن بیستم بود. در طول ۲۰-۲۵ سال گذشته، تنها چند ساختمان مدرن در شهر ساخته شده است - یک هتل، یک زمین تنیس، یک بازار شهری و یک باغ. تعداد مراکز فرهنگی و تفریحی نیز کاهش چشمگیری داشته است. از ۱۵ سینما و باشگاه فعال در دهه ۱۹۸۰، اینک تنها یک تالار فعال است. کتابخانه ها بازسازی شده و اکثر مدارس ورزشی کودکان و باشگاه های ورزشی تعطیل یافتند. از اولین سال های استقلال، کار توسعه منطقه فرغانه با احیای ارزش های باستانی شهر، ستایش نام و میراث دانشمندان بزرگی که در اینجا زندگی و کار می کردند آغاز شد. در سال ۱۳۷۷ باغ بزرگی در مرکز شهر به مناسبت ۱۲۰۰ سالگرد دانشمند و متفکر بزرگ فرغانه ای احمد الفرغانی، ساخته شد که سهم بسزایی در پیشرفت علم جهان داشت. در کوچه باغ مجسمه باشکوهی از این دانشمند بزرگ قرار دارد. در طول سال های استقلال، این منطقه شاهد سه رویداد بزرگ با اهمیت بین المللی بوده است که عبارتند از:  یک هزار و دوصدمین سالگرد احمد الفرغانی، با همکاری یونسکو، نهصد و یکمین سالگرد عالم فقیه سلطان برهان الدین مرغیلانی، جشن دوهزارمین سالگرد شهر مرغیلان.
فرمان اولین رئیس جمهور جمهوری ازبکستان از اول جولان ۲۰۱۰ در مورد تشکیل طرح کلی شهر فرغانه تا سال ۲۰۲۰ خرسندی و رضایت همه ساکنان فرغانه را به دست‌آورد. ساختمان های باشکوه، امکانات تجاری و خدماتی، ۵ پارک و باغ، ۸ فواره، پل و جاده های عمومی که تلفیقی از هنر ملی و مدرن ساخته شده اند، تکمیل شده است. کاخ هنر با ۱۰۰۰ صندلی و یک آمفی تئاتر، استخرهای سرپوشیده و روباز ورزش های آبی، یک استادیوم ۲۰۰۰۰ نفری و بسیاری ساختمان های دیگر به شکوه شهر می افزایند.

## جمعیت‌شناسی
از یکم ژانویهٔ ۲۰۱۴، این شهر ۳۴۰٬۶۰۰ نفر جمعیت داشت که آن را به سومین شهر بزرگ درهٔ فرغانه تبدیل کرد.
برای اولین‌بار از زمان تأسیس، این شهر متشکل از روس‌ها بود. در سال ۱۹۱۱، جمعیت آن ۱۱٬۸۹۲ نفر بود. شامل ۷٬۵۳۴ روس (۶۳٪)، ۲٬۵۹۰ سارت (۲۲٪). طبق سرشماری سال ۱۹۲۶، از ۱۴٬۲۷۵ ساکن، ۷٬۹۴۲ نفر روس (۵۵٪)، اوکراینی ۶۶۷ (۴٫۶٪)، یهودی ۵۱۴ (۳٫۶٪) و ازبک فقط ۳٬۰۱۱ نفر (۲۱٫۰٪) بودند.
از سال ۲۰۱۳، فرغانه تقریباً تک‌قومی بوده‌است - ۳۱۶٬۲۶۸ ازبک (۹۰٫۰٪) از ۳۵۰٬۶۰۰ ساکن شهر. علاوه‌بر ازبک‌ها، ۱۲٬۰۸۴ روس (۳٫۴٪)، ۳٬۱۱۴ تاجیک (۱٫۱٪) و ۶۲۶ تاتار (٪۰٫۲) در فرغانه زندگی می‌کنند. آذربایجانی‌ها، ارمنی‌ها، یهودی‌ها، آلمانی‌ها و مردمی از سایر ملیت‌ها نیز وجود دارند. اکثریت قریب به اتفاق مردم مذهب سنی را به رسمیت می شناسند. شیعیان، مسیحیان ارتدوکس، پروتستان‌ها و یهودیان نیز وجود دارند.